# Zukunft (Club)
Die Zukunft (populär auch Zuki oder Zukki) war ein House- und Techno-Club im Zürcher Stadtkreis Aussersihl, der 2005 von Alex Dallas, Kalabrese und vier weiteren Partnern eröffnet wurde und bis Ende März 2025 Bestand hatte. Der Club erhielt seinen (futuristischen) Namen vom Künstler A.C. Kupper. Die Zukunft war einer der bekanntesten Clubs für elektronische Musik in der Schweiz.

## Geschichte
Die Zukunft wurde im Herbst 2005 von Miguel Castro, Alex Dallas, Dominik Müller, Markus Ott, Michi Vollenweider und Sacha Winkler (Kalabrese) gegründet, damals ein ziemlich «waghalsiges» Unterfangen. Zwei der Zukunft-Mitstreiter (Alex Dallas und Markus Ott) hatten bereits den Zürcher Club Dachkantine, ein «einzigartiges Hybrid aus Club und Kulturplattform» mitbetrieben, zwei weitere waren Macher der Zürcher Location Bogen 13 (Dominik Müller & Michi Vollenweider) während Markus Ott (Babyshake) und Miguel Castro (Grubenstrasse 28) sich als Partyveranstalter einen Namen gemacht hatten. Der Club bezog 2005 ein Kellerlokal an der Dienerstrasse 33, unweit der Langstrasse mitten im Zürcher Rotlichtviertel. Während andere Clubs wieder schlossen, galt die Zukunft gemäss dem Online-Magazin Resident Advisor schon früh als «sicherer Hafen» in der Zürcher Clubszene. 2009 eröffneten die Zukunft-Macher im Erdgeschoss auch die Bar3000, ein Etablissement, das auch als Raucherlounge (Fumoir) fungiert. Künstler, Fotografen und Designer wie Pierluigi Macor, A.C. Kupper, Pascal Alexander oder Knob prägen das Erscheinungsbild und das Artwork des Clubs.
Von Februar bis März 2025 feierte die Zukunft ihren Abschluss mit 333 Künstlerinnen und Künstlern innert 33 Nächten. Nach 20 Jahren Betrieb schloss der Club am 23. März 2025. Massgebend für die Schliessung war die Sanierung und Gentrifizierung der Liegenschaft.

## DJs und Musik
In der Zukunft wird elektronische Clubmusik gespielt, es finden aber auch Konzerte statt. Im Club gibt es regelmässig auch kulturelle Filmvorführungen, Diskussionsrunden oder Lesungen. Dargeboten wird in den regulären Clubnächten hauptsächlich House, Disco und Techno. In der Bar 3000 legen unregelmässig DJs auf. Zu den sogenannten Resident DJs zählen Zürcher DJs wie Kalabrese, Alex Dallas, Lexx, Ron Shiller, Kejeblos aber auch jüngere Namen wie Jimi Jules, Manuel Fischer oder Les Points. Internationale Top-DJs wie Dixon, Âme oder Gerd Janson sind seit Bestehen des Clubs regelmässig zu Gast, ebenso Pioniere wie Gilles Peterson oder Andrew Weatherall.

## Zukunft (Label)
Seit 2015 existiert auch das hauseigene Label Zukunft Recordings. Die Zürcher Band Legendary Lightness veröffentlichte eine Maxi, 2016 folgte eine 12-Inch-Platte von Jimi Jules als Jules et Spatz eine Kooperation zwischen Jimi Jules und Kalabrese sowie das Debüt-Album von Jimi Jules «Equinox». Die Leser des deutschen Club-Magazins Groove kürten den Label-Künstler Jimi Jules zu einem der Newcomer des Jahres 2016.